# Heleomyza iwasai
Heleomyza iwasai är en tvåvingeart som beskrevs av Okadome 1994. Heleomyza iwasai ingår i släktet Heleomyza och familjen myllflugor. Inga underarter finns listade i Catalogue of Life.